# 格列苯脲
格列苯脲（INN：Glibenclamide），又名 优降糖（USAN：glyburide），是一种磺酰脲类降糖药。

市面上也可买到它与甲福明二甲双胍（Metformin）制成的合剂，名为 Glucovance。

## 使用
用来治疗2型糖尿病。截止到2007年，是世界卫生组织药典中两种主要的口服降糖药之一，另一种是甲福明二甲双胍。
在2003年，是美国最流行的降糖药。
另外，最近的调查表明格列苯脲通过防止脑肿胀改善了动物的发作模型。后续研究发现，与没有使用格列苯脲的患者相比，那些已经服用格列苯脲的2型糖尿病患者的NIH发作比率得到改善。

## 作用机制
本药品通过抑制胰岛细胞的ATP敏感钾通道发挥作用。 这种抑制使细胞膜去极化、打开压敏钙离子通道，导致细胞内的钙离子渗透到胰岛细胞，刺激胰岛素的释放。

## 副作用与禁忌症
这种药是低血糖的诱因。也有导致胆汁过量造成黄疸的报告。
最近发布的数据表明，去除那些潜在的导致混淆的个例后，格列苯脲与甲福明二甲双胍合用，与其他糖分泌类用药相比导致明显的死亡率升高。这种合用的安全性已被置疑。